# Саблет (Канзас)
Саблет (енгл. Sublette) град је у америчкој савезној држави Канзас.

## Демографија
По попису из 2010. године број становника је 1.453, што је 139 (-8,7%) становника мање него 2000. године.
| Група             | 2000.         | 2010.         |
| Белци             | 1.204 (75,6%) | 1.038 (71,4%) |
| Афроамериканци    | 3 (0,2%)      | 1 (0,1%)      |
| Азијати           | 14 (0,9%)     | 1 (0,1%)      |
| Хиспаноамериканци | 340 (21,4%)   | 389 (26,8%)   |
| Укупно            | 1.592         | 1.453         |